# آنانتا
آنانتا (سانسکریت: अनन्त ' بدون پایان ') یک اصطلاح سانسکریت و در درجه اول لقب ویشنو است.

## ویشنو
آنانتا یکی نام‌های ویشنو است. آنانتا همچنین نام شیشا، مار آسمانی است که ویشنو در اقیانوس کیهانی بر روی آن تکیه می‌زند.
Ananta همچنین لقب برهما، شیوا، اسکاندا، کریشنا، Balarama، زمین و حرف A است.

## ودانتا
طبق مکتب ودانتا، اصطلاح آنانتا که در عبارت «anadi (بی آغاز) annta (بی پایان) akhanda (ناگسسته) satcitananda (هستی-آگاهی-سعادت) به کار می‌رود» به بی‌نهایت و واقعیت واحد غیر دوگانه اشاره دارد.
برهمن به عنوان یکی از شش صفت پرجنا، پریام، ساتیام، آنانتا، ananda و استیتی که گفته می‌شود در فضا متجلی می‌شوند، نشان می‌دهد که در هر شش پایه مشترک است.
برهمن علت اولیه ندارد و به anadikarana معروف است. آنانتا فضای نامتناهی است، فضای نامتناهی برهمن است.

## یوگا
طبق مکتب یوگا، آنانتا شکل انسانی به خود گرفت و پاتانجلی نامیده شد. پاتانجلی در یوگا سوترا، بر استفاده از نفس برای رسیدن به کمال در وضعیت بدنی که مستلزم ثبات و آسایش است تأکید می‌کند، با تلاش برای تنفس. تلاش برای تنفس با عبارت Ananta در سوترا ۲٫۴۷ برجسته شده‌است.